# Кондактор
Кондактор (англ. Conductor, букв. пер. диригент, провідник, керівник) - назва ведучого плейбек-театру на професійному сленгу. Кондактор організовує та/чи супроводжує все плейбек-театральне дійство, від вступного до заключного слова. Роботу кондактора зазвичай називають "кондактингом". Можливі варіанти декількох кондакторів (одночасно або почергово) та, як виняток, взагалі відсутності кондактора (напр., на репетиціях), але плейбек-театр вельми чутливий до встановленого порядку дій (плейбек-ритуалу) та відповідної психологічної атмосфери, які мають бути забезпечені.
Будь-який плейбек-актор може провести перформанс, але роль кондактора потребує додаткової спеціальної підготовки, тому зазвичай на ній спеціалізуються 1-3 учасники плейбек-трупи. Ззовні видається, що кондактор пасивніший за інших виконавців і сама його роль ніби не передбачає активних дій. Тим не менше, ця роль визнається професійною плейбек-спільнотою як найскладніша для успішного виконання.

## Концепція ролей кондактора[1]
Оскільки ведучий плейбек-театрального дійства має свою специфіку, яка не розкривається іншими назвами ведучих теле-, радіо- та будь-яких масових чи групових заходів (конферансьє, церемонімейстер, диктор, коментатор, спікер, модератор, медіатор, фасилітатор тощо), то виникла потреба окреслити перелік його ролей. В даній концепції за критерій виокремлення ролей кондактора було взято його фокуси уваги, тобто найважливіші складові плейбек-театру, які він має помічати й враховувати, аби тримати руку на пульсі плейбек-дійства під час одного з основних його компонентів - плейбек-інтерв'ю (індивідуальної, але публічної бесіди з розповідачем, тобто людиною з авдиторії, яка задає свій сценарій для інсценізації акторами).
Пропонуються такі 5 фокусів (об'єктів) уваги, як:
1. Власна особистість (свої особистісні риси, психічні процеси, стани, настрій тощо).
2. Розповідач історії (активний глядач, який задає свій сценарій для інсценізації акторами).
3. Глядацька авдиторія як така (всі пристуні на дійстві люди, серед яких може з'явитись наступний розповідач).
4. Актори (команда плейбек-театру, що готова слухати й вітлювати розповіді).
5. Мистецтво (загальний суспільний контекст, передусім мистецький).

Відповідно до цих фокусів уваги кондактор виконує умовні ролі: 1) друга; 2) психолога; 3) журналіста; 4) дослідника; 5) митця. Для кожної з цих п'яти ролей в концепції сформульовано також свої рольові "пастки", тобто суміжні, близькі, схожі ролі, виконуючи які кондактор суттєво знижує безпековий, етичний та/чи естетичний рівень плейбек-театру, позбавляє все дійство важливих сенсів або взагалі унеможливлює його продовження. Відповідно це: 1) "панібрат" (емоційне злиття); 2) "психотерапевт" (налаштування на допомогу); 3) "шоумен" (атмосфера атракціону замість мистецтва); 4) "суддя" (власна оцінка та інтерпретація розповіді); 5) "дилетант" (виключення з актуальних контекстів мистецтва та соціуму загалом).